# Aucana petorca
Aucana petorca là một loài nhện trong họ Pholcidae. Loài này được phát hiện ở Chile.